# مران (الباب)
مران قرية سوريّة تتبع إداريّاً لمحافظة حلب منطقة الباب ناحية مركز الباب، بلغ تعداد سكانها 3,670 نسمة حسب التعداد السكاني لعام 2004.
يعمل معظم سكان القرية بالزراعة ويمتلكون سيارات شاحنة كبيرة لنقل البضائع وفيها نسبة تعليم كبيرة تتبع لها عدة مناطق منها سرجة والطنبر والسربس وصوران
تحتوي البلدة على 3 مدارس ومسجدان ومركز صحي ومخدمة بالهاتف والكهربا والتغطية الخليوية القرية زاد عدد سكانها بنحو كبير بعد العام 2010 حالياَ
البلدة خالية من سكانها تنتظر السماح لهم بالعودة من قبل الجيش السوري
سيطر الجيش السوري على القرية بتاريخ 22/1/2017 بعد اشتباكات مع تنظيم داعش الإرهابي 
عاد الأهالي الى القرية بتاريخ 5/2017 وازدهرت بشكل كبير منذ ذلك الوقت تم اصلاح المباني الحكومية ومنها المدارس وعاد الطلاب الى مقاعد الدراسة وتم ايصال التيار الكهربائي الى القرية عام 2020 حيث انه عند العودة لم يكن يتوفر تجهيزات كهربائية وافتتح في القرية مركز مجتمعي لدعم أفراد المجتمع بالتعاون مع مفوضية اللاجئين وعادت المواصلات الى طبيعتها مع استقرار الوضع الأمني فقط حيث أن الأزمة الاقتصادية ترخي بضلالها على سكان القرية حالها كحال سورية بشكل عام.